# Вейкард, Мельхиор Адам
Мельхиор Адам Вейкард (27 апреля 1742 — 25 июля 1803, Российская Империя) — немецкий врач.

## Биография
Родился Мельхиор Адам Вейкард 27 апреля 1742 года в Германии. Там же получил и медицинское образование. Императрица Екатерина II, узнав, что в Германии проживает талантливый врач и философ пригласила его в Россию и он переехал в нашу страну, где жил и работал и занимал должность личного лейб-медика императрицы.
Скончался Мельхиор Адам Вейкард 25 июля 1803 года в Российской империи.

## Научные работы
Мельхиор Адам Вейкард — автор многих научных работ по медицине и философии.

## Избранные сочинения
- Вейкард М.А. «Врач-философ».